# Guadalajara (llibre)
Guadalajara és una obra que reuneix contes i relats de l'escriptor Quim Monzó. Va ser publicada l'any 1996 a Quaderns Crema i, el 1997, va aconseguir el Premi Crítica Serra d'Or de Literatura i Assaig. Guadalajara ha estat traduït a l'alemany, a l'espanyol, a l'anglès, al noruec, al francès, al romanès, a l'hongarès, a l'italià i al rus. Va guanyar el Premi Crítica Serra d'Or de 1997.